# Chiesa di San Bartolomeo (Calanca)
La chiesa parrocchiale di San Bartolomeo è un edificio religioso che si trova a Calanca (frazione Braggio), nel Cantone dei Grigioni.

## Storia
Citata in documenti storici risalenti al 1611, venne successivamente ricostruita completamente e riconsacrata nel 1701.

## Descrizione
La chiesa ha una pianta ad unica navata, ricoperta da un soffitto piano in legno. Il nuovo coro e la cappella laterale (che nel precedente edificio fungeva a sua volta da coro ed è stata riadattata a questo nuovo utilizzo) sono invece ricoperte con volta a crociera.